# Opuntia aciculata
Opuntia aciculata of vijgcactus is een plantensoort beschreven door David Griffiths. Opuntia aciculata maakt deel uit van de cactusfamilie en behoort tot het geslacht Opuntia.

## Biologie
De plant is voorzien van relatief kleine stekels (glochiden) van 3-12 mm lang, die dichte clusters vormen. De kleur hiervan varieert van geel tot rood. Ook de brede bloemen zijn variabel van kleur (geel, oranje of rood), evanals de peervormige vruchten (paars of groen). De planten bloeien in de lente of vroege zomer. Vermeerdering van de plant geschiedt behalve via geslachtelijke voortplanting ook via stekken.
De soort is inheems in de Verenigde Staten (noordelijke deel Chihuahuawoestijn in o.a. Texas) en Mexico (het zuidelijke deel van de Chihuahuawoestijn) maar komt ook buiten deze gebieden voor.
De stekels voorkomen transpiratie waardoor de cactus in het hete klimaat van het zuiden van de VS en in Noord Mexico kan overleven. Bovendien beschermen de stekels tegen vraat. Behalve hitte kan de plant temperaturen tot ca −10 °C verdragen.

## Gebruik
De vruchten van de cactus zijn eetbaar. De cactus wordt ook gebruikt als sierplant.

## Galerij

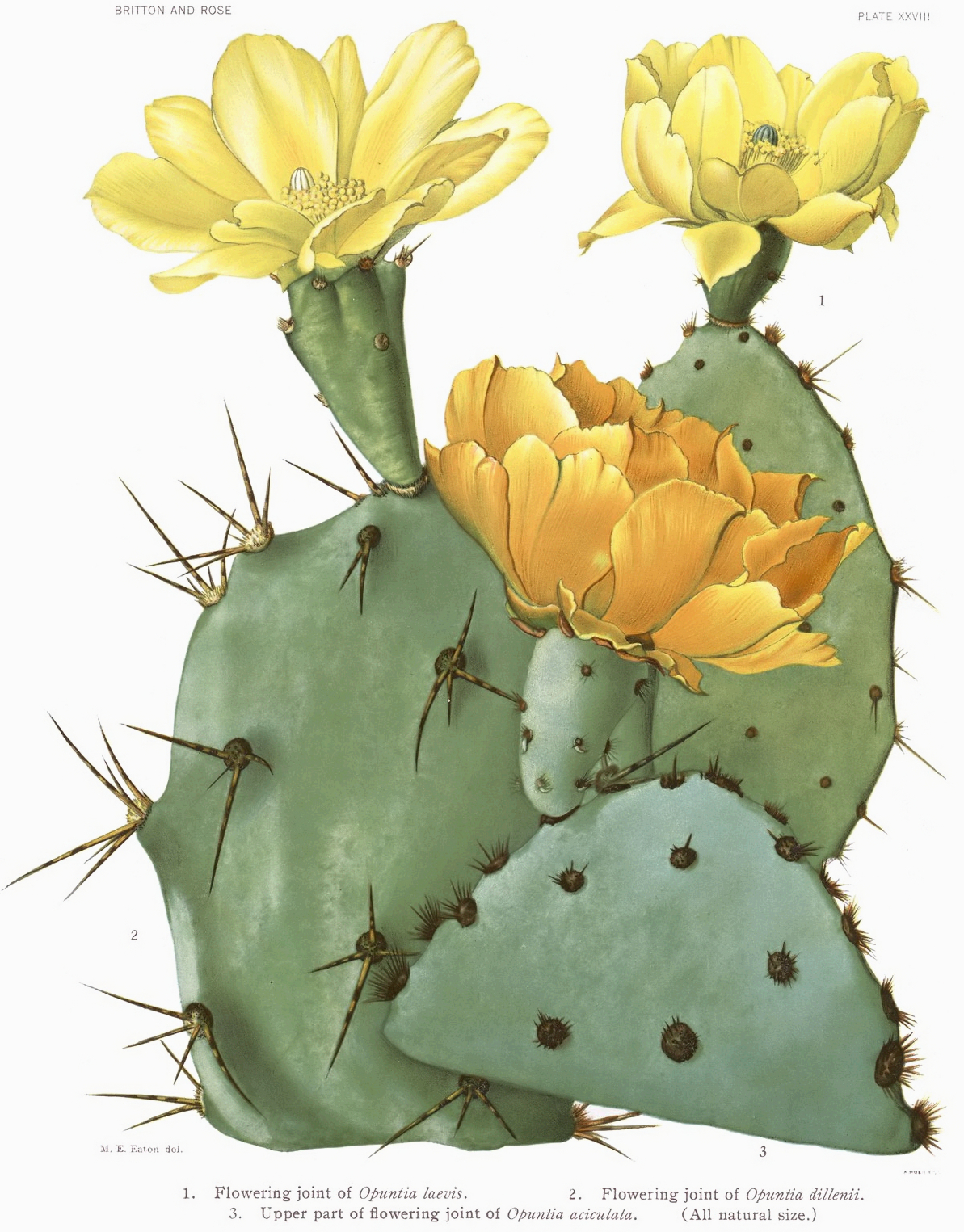
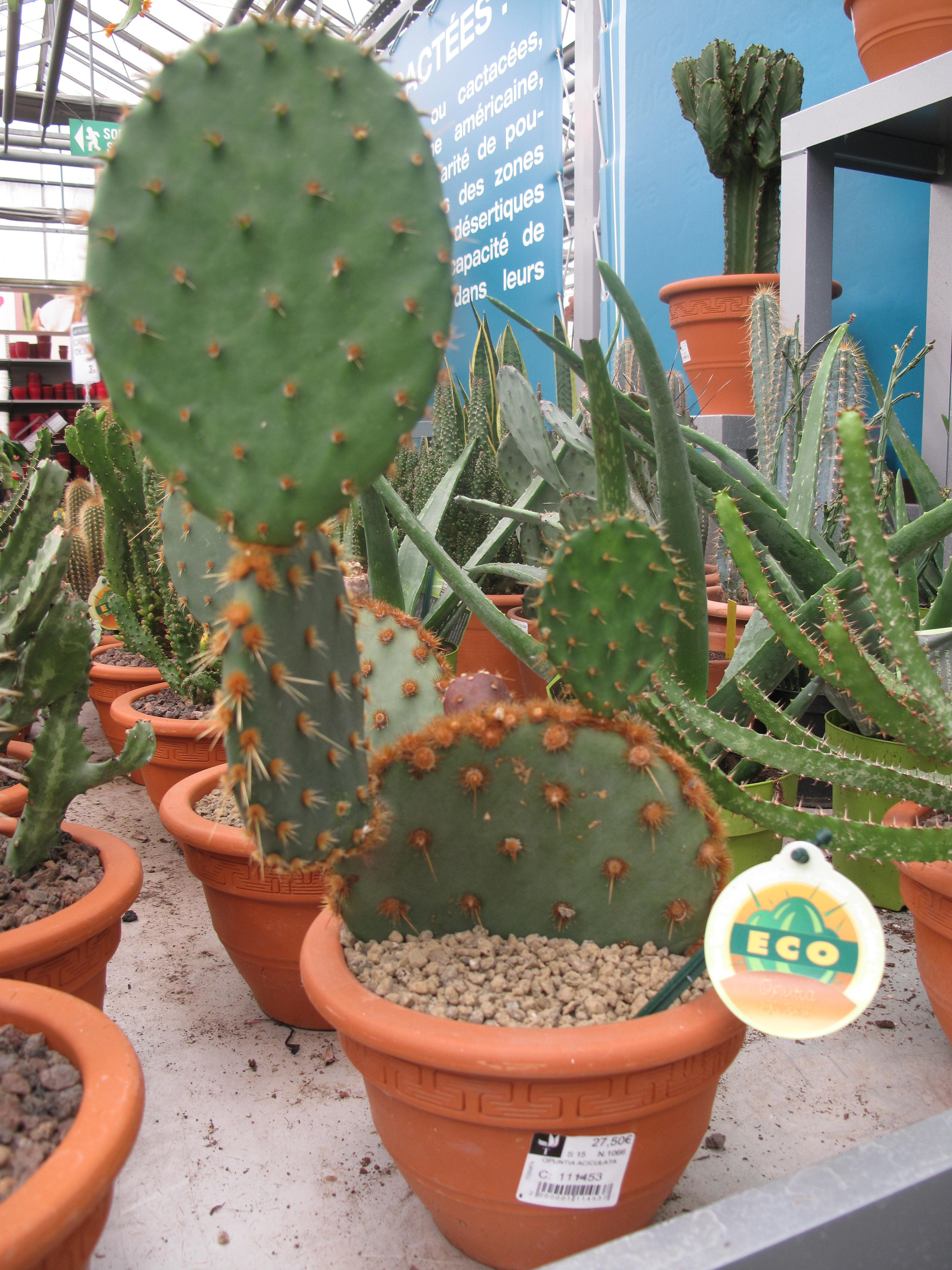
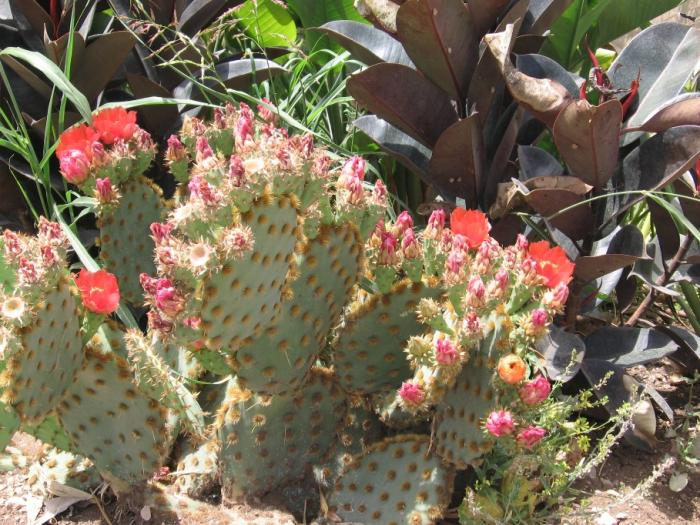
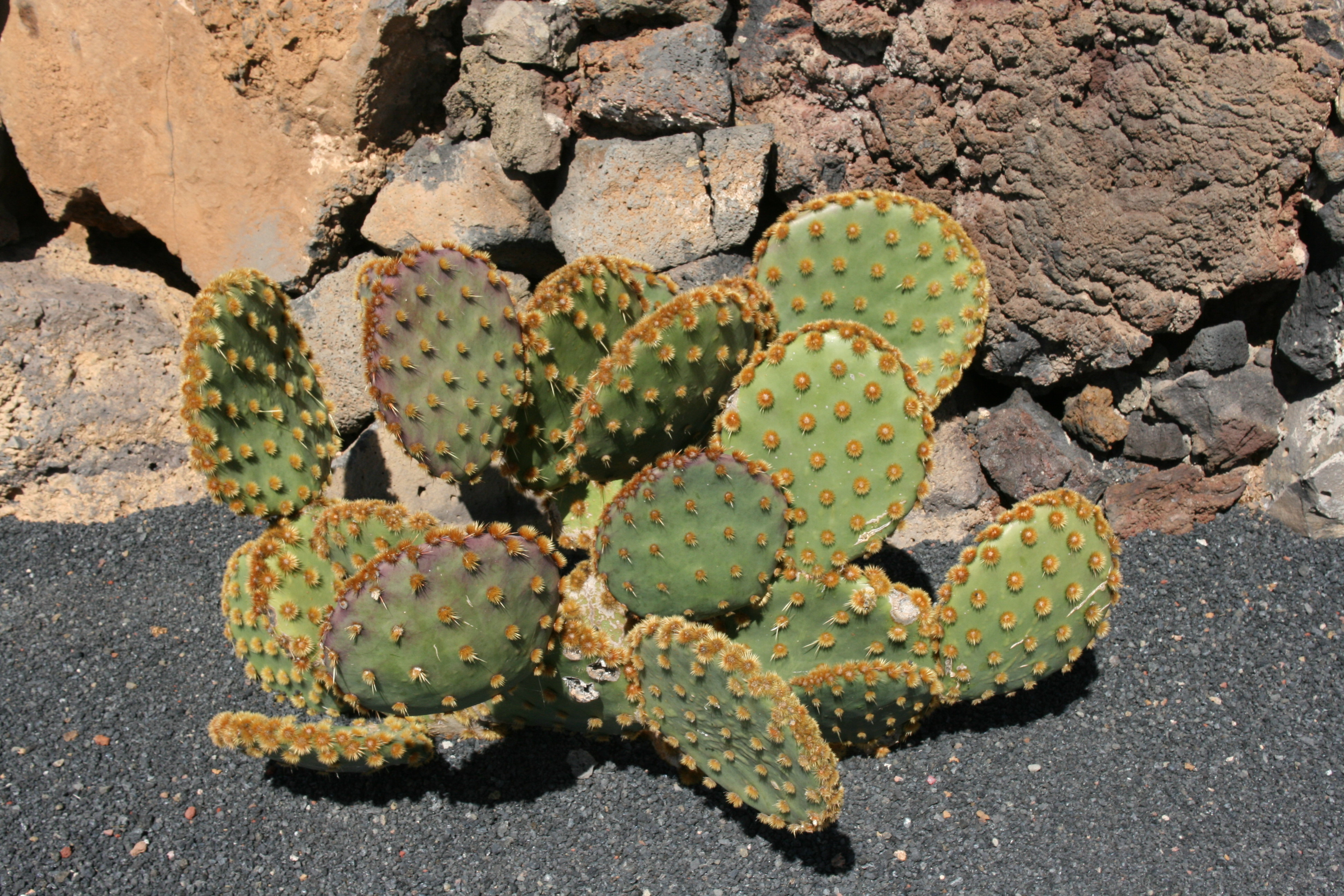
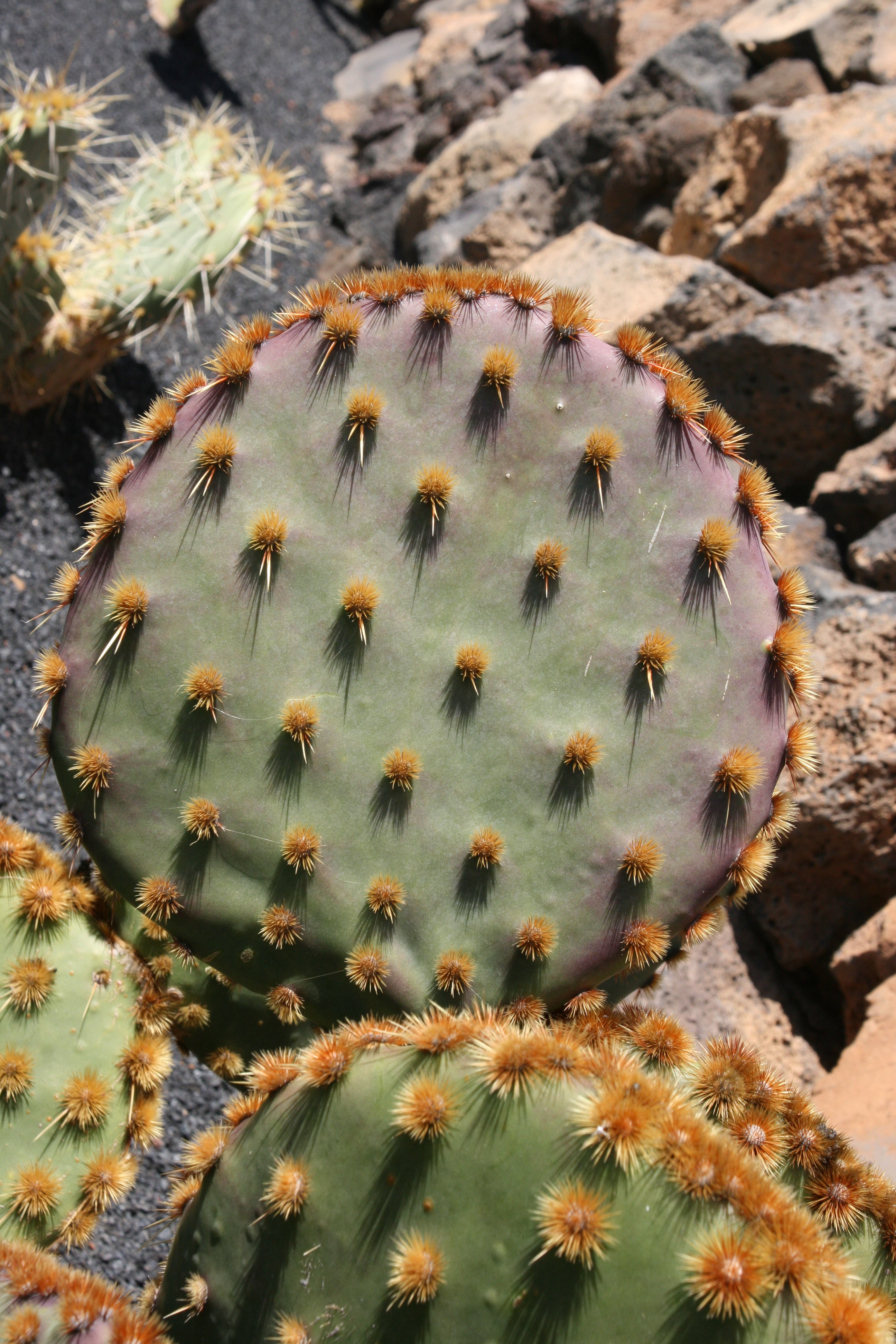